# 하프웨이 (영화)
《하프웨이》(ハルフウェイ)는 2009년 2월 21일에 개봉한 일본 영화이다. 대한민국에서는 2009년 7월 제13회 부천국제판타스틱영화제에서 첫 상영되었고, 특별언급상을 수상하였다. 각본가 기타가와 에리코가 처음 감독한 영화로, 이와이 슌지와 고바야시 다케시가 제작에 참가했고 시네콰논이 배급했다. 대한민국에서는 이미지 팩토리 배급으로 2010년 4월 29일 개봉되었다.

## 줄거리
고등학교 3학년인 히로는 마음에 두고 있던 슈에게 어떤 사건을 계기로 고백하고 사귀게 된다. 마지막 고교생활에 일어난 기적에 히로는 기뻐하지만, 대학 입시와 졸업을 앞에 두고 슈는 고향인 홋카이도의 대학에 진학하는 히로에게 도쿄의 와세다 대학에 가고 싶다는 말을 하지 못한다.

## 출연진
- 히로 (콘노 히로): 기타노 기이
- 슈 (시노자키 슈): 오카다 마사키
- 타스 (타스쿠): 미조바타 준페이
- 메메 (메구로 메구미): 나카 리이사
- 다카나시 선생: 나리미야 히로키
- 마츠우라 나오코 선생: 시라이시 미호
- 히라바야시 선생: 오사와 다카오

## 스탭
- 감독: 기타가와 에리코
- 제작: 이봉우, 겐조 도루, 이와이 슌지
- 각본: 기타가와 에리코
- 음악: 고바야시 다케시
- 편집: 기타가와 에리코, 이와이 슌지
- 배급사: 시네콰논

## 주제가
- Salyu 〈HALFWAY〉